# 錫昆斯山
73°3′S 161°15′E / 73.050°S 161.250°E

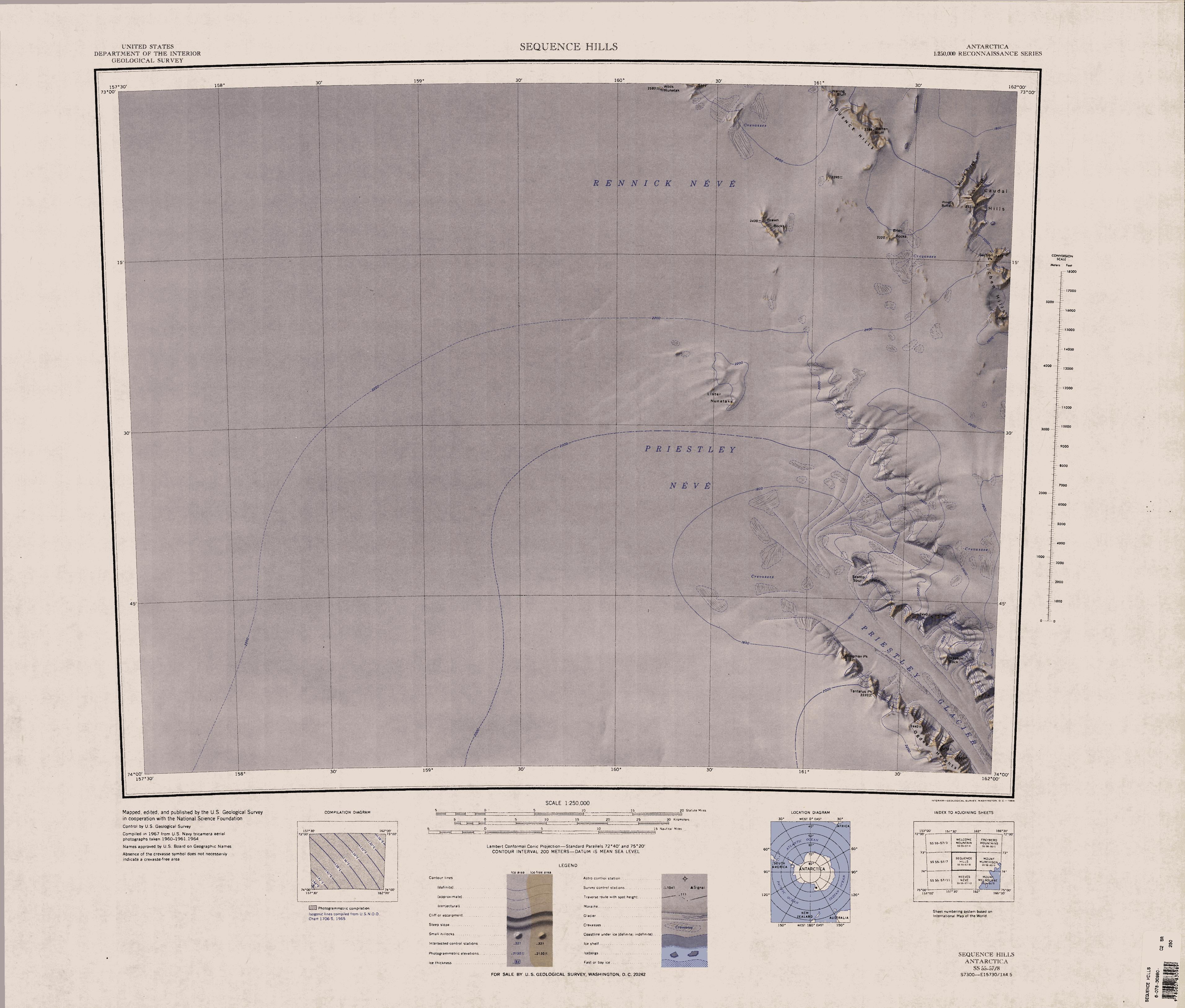

錫昆斯山是南極洲的山峰，位於維多利亞地的彭內爾海岸，是雷尼克冰川上游的西側，處於科達爾山西北面13公里，由新西蘭探險隊繪入地圖和命名。